# Ásta Guðrún Helgadóttir

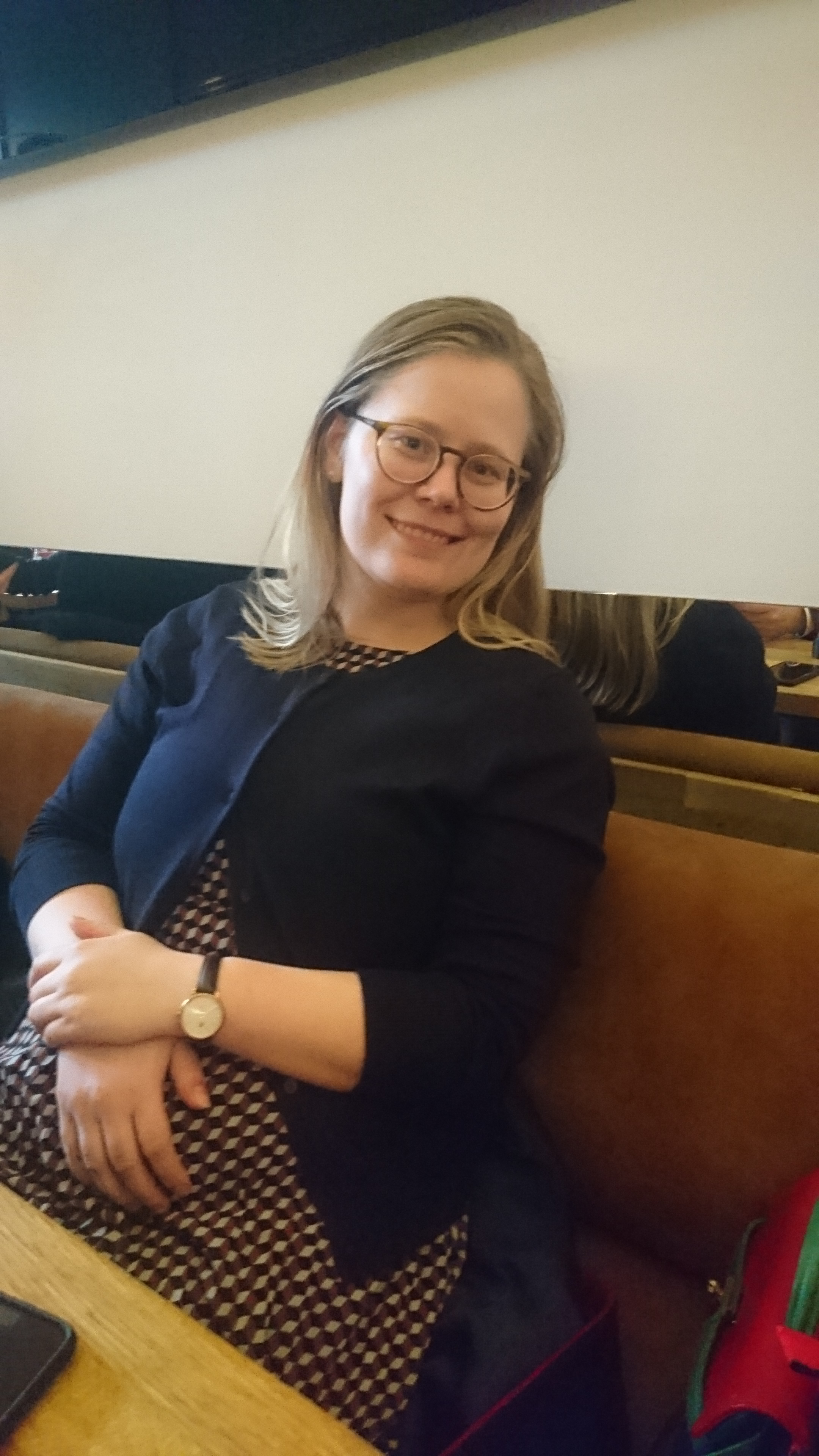
Ásta Guðrún Helgadóttir, 2018

Ásta Guðrún Helgadóttir (deutsche Transkription Asta Gudrun Helgadottir, * 5. Februar 1990 in Reykjavík) ist eine Politikerin der isländischen Piratenpartei Píratar. Von 2015 bis 2017 gehörte sie dem isländischen Parlament Althing an. Von Ende Januar bis Mai 2017 war sie Fraktionsvorsitzende ihrer Partei.

## Leben
Ásta Guðrún erwarb 2014 einen Bachelor-Abschluss in Geschichte von der Universität Island und hat Philosophie an der Universität Warschau sowie Persisch an der Universität Teheran studiert.
Nach dem Rücktritt von Jón Þór Ólafsson im Sommer 2015 nahm Ásta Guðrún Helgadóttir seinen Sitz im isländischen Parlament Althing ein. Sie war Vertreterin des Wahlkreises Reykjavík-Süd und gehörte von 2015 bis 2016 dem Parlamentsausschuss für Umwelt und Verkehrswege an. Bei der vorgezogenen Parlamentswahl vom 29. Oktober 2016 konnte sie ihren Sitz halten. Seit 2017 gehörte sie dem Parlamentsausschuss für auswärtige Angelegenheiten an.
Ende Januar 2017 trat Ásta Guðrún Helgadóttir die Nachfolge von Birgitta Jónsdóttir als Fraktionsvorsitzende der Píratar im Althing an, jedoch trat sie bereits im Mai 2017 wegen Meinungsverschiedenheiten zwischen ihr und der Fraktionsmehrheit in Bezug auf die Fraktionsorganisation wieder von dieser Funktion zurück. Ihr Nachfolger als Fraktionsvorsitzender war zunächst Einar Brynjólfsson, danach hatte wieder Birgitta Jónsdóttir dieses Amt inne.
Ásta Guðrún Helgadóttir hatte angekündigt, zur vorgezogenen Parlamentswahl 2017 nicht mehr bzw. nur auf einem letzten Listenplatz anzutreten und gehört dem Althing seit der Wahl 2017 nicht mehr an.